# 선형 판별 분석
선형 판별 분석(Linear discriminant analysis, LDA), 정규 판별 분석(normal discriminant analysis, NDA) 또는 판별 함수 분석(discriminant function analysis)은 통계 및 기타 분야에서 사용되는 방법인 피셔의 선형 판별(Fisher's linear discriminant)을 일반화하여 두 개 이상의 클래스를 특성화하거나 구분하는 특징의 선형 조합을 찾는 것이다. 사물이나 사건의. 결과 조합은 선형 분류기로 사용될 수 있으며, 더 일반적으로는 나중에 분류하기 전에 차원 축소를 위해 사용될 수 있다.
LDA는 하나의 종속 변수를 다른 특징이나 측정값의 선형 조합으로 표현하려고 시도하는 분산 분석(ANOVA) 및 회귀 분석과 밀접한 관련이 있다. 그러나 ANOVA는 범주형 독립변수와 연속형 종속변수를 사용하는 반면, 판별분석은 연속형 독립변수와 범주형 종속변수(즉, 클래스 레이블)를 사용한다. 로지스틱 회귀 분석과 프로빗 회귀 분석은 연속 독립 변수의 값으로 범주형 변수를 설명한다는 점에서 ANOVA보다 LDA와 더 유사하다. 이러한 다른 방법은 LDA 방법의 기본 가정인 독립 변수가 정규 분포를 따른다고 가정하는 것이 합리적이지 않은 응용 분야에서 선호된다.
LDA는 또한 데이터를 가장 잘 설명하는 변수의 선형 조합을 찾는다는 점에서 주성분 분석(PCA) 및 인자 분석과 밀접한 관련이 있다. LDA는 명시적으로 데이터 클래스 간의 차이를 모델링하려고 시도한다. 대조적으로 PCA는 클래스의 차이를 고려하지 않으며 인자 분석은 유사성보다는 차이점을 기반으로 기능 조합을 구축한다. 판별 분석은 상호의존 기법이 아니라는 점에서 요인 분석과도 다르다. 즉, 독립 변수와 종속 변수(기준 변수라고도 함)를 구별해야 한다.
LDA는 각 관찰에 대한 독립 변수에 대한 측정값이 연속 수량일 때 작동한다. 범주형 독립변수를 다룰 때 동등한 기법은 판별 대응 분석이다.
판별 분석은 그룹이 선험적으로 알려진 경우(클러스터 분석과 달리) 사용된다. 각 케이스에는 하나 이상의 정량적 예측 변수 측정값에 대한 점수와 그룹 측정값에 대한 점수가 있어야 한다. 간단히 말해서 판별 기능 분석은 분류, 즉 동일한 유형의 그룹, 클래스 또는 범주로 사물을 배포하는 행위이다.

## 같이 보기
- 데이터 마이닝
- 결정 트리 학습법
- 인자 분석
- 로짓
- 선형 회귀
- 다차원 척도
- 패턴 인식
- 통계적 분류